# Rudolf Bilfinger

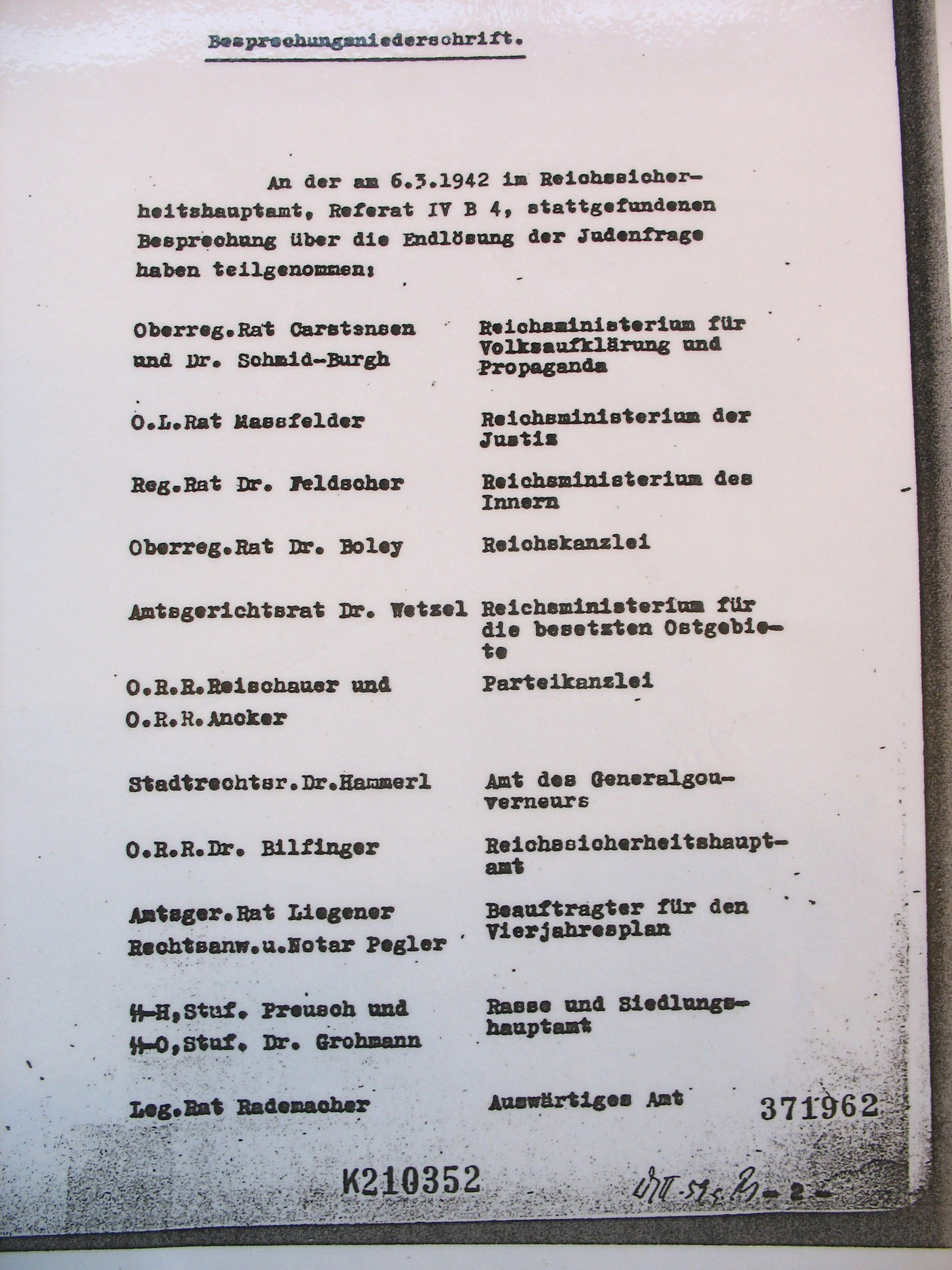
Rudolf Bilfinger (O.R.R.Dr. Bilfinger) på närvaroförteckning vid konferensen den 6 mars 1942.

Rudolf Bilfinger, född 20 maj 1903 i Eschenbach, död 5 augusti 1968 i Hechingen, var en tysk promoverad jurist och SS-Obersturmbannführer. Han var chef för avdelning II A i Reichssicherheitshauptamt (RSHA), Tredje rikets säkerhets- och underrättelseministerium. Från juni till december 1943 var Bilfinger kommendör för Sicherheitspolizei (Sipo) och Sicherheitsdienst (SD) i Toulouse.

## Biografi
Bilfinger inträdde i NSDAP 1923. Han avlade juris doktorsexamen 1932 med avhandlingen Der Schutz des Kunden im Konkurs des sogen. Lokalbankiers och verkade därefter som advokat i Tübingen. År 1941 utsågs han till chef för avdelningen för organisation och rättsväsen, Amt II A, i Reichssicherheitshauptamt. I denna kapacitet deltog han i flera möten beträffande "den slutgiltiga lösningen". Han närvarade vid en konferens i RSHA:s lokaler på Prinz-Albrecht-Strasse den 6 mars 1942; denna konferens var en uppföljning till Wannseekonferensen, som hade hållits den 20 januari 1942.
Mellan juni och december 1943 var Bilfinger kommendör för Sicherheitspolizei och Sicherheitsdienst (Kommandeur der Sicherheitspolizei und des SD, KdS) i Toulouse.
Efter andra världskrigets slut internerades Bilfinger i Frankrike. En fransk militärdomstol dömde honom 1953 till 8 års fängelse; straffet ansågs dock vara avtjänat och Bilfinger kunde återvända till Västtyskland. Han blev senare domare vid förvaltningsrätten i Baden-Württemberg.